# Saddam Kamel Hassan al-Majid
Saddam Kamel Hassan al-Majid (Tel Al Thahab, 1º luglio 1960 – Baghdad, 23 febbraio 1996) è stato un militare iracheno, cugino di secondo grado e genero di Saddam Hussein, era anche occasionalmente un attore.

## Biografia
Saddam Kamel era sposato con Rana Hussein una delle figlie di Saddam Hussein ed era il fratello del generale Hussein Kamel al-Majid (che era a sua volta sposato con un'altra delle figlie di Saddam, Raghad). È stato per un periodo uno dei principali comandanti della Guardia repubblicana irachena.
Fu rimosso da tale posizione nel 1986 in favore di uno dei figli di Saddam Hussein, Qusay. A causa della sua notevole somiglianza con il dittatore iracheno, interpretò la parte di costui nel film Al-ayyam al-tawila (I Lunghi Giorni), un film biografico di propaganda sulla vita del giovane Saddam Hussein. Nel 1995, defezionò l'Iraq, con il fratello e le loro mogli. Suo fratello diede informazioni all'UNSCOM, la CIA e l'MI6 riguardo alle armi di distruzione di massa irachene.
Nel 1996, ritornò in Iraq credendo che sarebbe stato perdonato per le sue azioni; ciò nonostante, i due fratelli furono uccisi in un lungo scontro a fuoco con dei membri della loro tribù e delle forze di sicurezza fedeli al dittatore Saddam Hussein.